# Hödekin

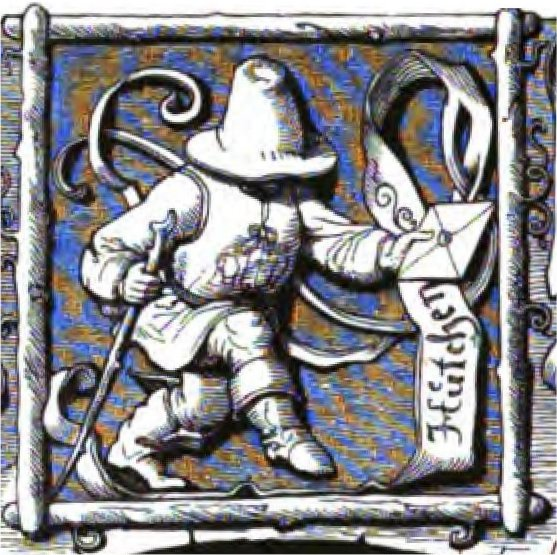
Représentation d'un Hödekin

Hödekin (ou Hödeken, Hüdekin, Hütchen) est un kobold (esprit du foyer) du folklore germanique. Selon les légendes collectés par Thomas Keightley en 1850, Hödekin porte toujours un grand chapeau qui cache son visage, et son nom signifie donc « petit chapeau ».